# La Fille du gouverneur
Pour plus de détails, voir Fiche technique et Distribution.
La Fille du gouverneur (Landshövdingens döttrar) est un film suédois réalisé par Victor Sjöström, sorti en 1915.

## Fiche technique
- Titre original : Landshövdingens döttrar
- Titre français : La Fille du gouverneur
- Réalisation : Victor Sjöström
- Scénario : Victor Sjöström d'après le roman de Marika Stiernstedt (en)
- Photographie : Henrik Jaenzon
- Pays de production : Suède
- Format : Noir et blanc - 1,33:1 - Film muet
- Durée : 55 minutes
- Date de sortie : 1915

## Distribution
- Alfred Lundberg (en) : Salta
- Lili Beck : Elvine / Daniela
- Jenny Tschernichin-Larsson : Saltas hustru
- Margit Sjöblom : Danielas mor
- Richard Lund : Henrik Pasch
- John Ekman : Douglas Christmas
- Knut Schärlund (sv) : Peter Karell
- Stina Berg (en) : Pensionatsgäst
- Nils Elffors (sv) : Restaurangmusiker